# Escape (tasto)

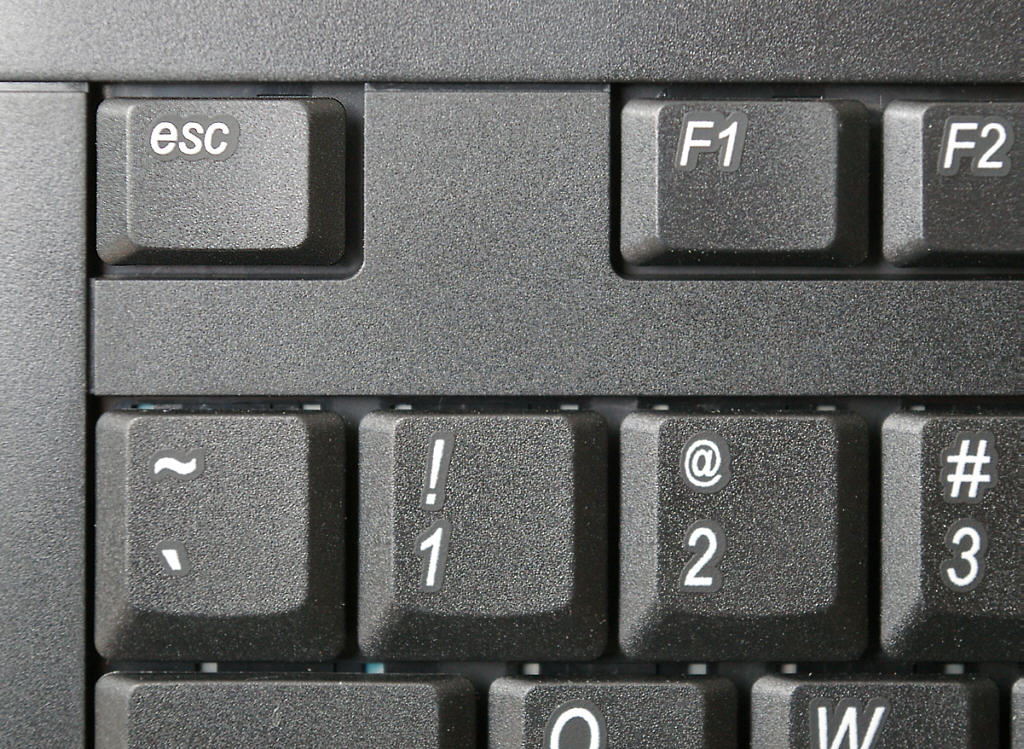
Il tasto "Esc" della tastiera di un computer.

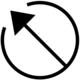
Pittogramma ISO/IEC 9995

In una tastiera per computer Esc esc, o Escape è un tasto originariamente utilizzato per generare le "sequenze di escape" (sequenza di codici ASCII aperti dal codice 27, proprio del tasto "Esc") necessarie per inviare dei comandi a delle periferiche, principalmente terminali. Un tipico esempio era il terminale VT100, che comunicava con l'host mediante sequenze di escape.
Sui moderni computer l'uso del controllo delle periferiche è caduto in disuso per cui il tasto "Esc" è stato riutilizzato dai programmatori nel significato letterale del termine (in inglese scappare) e cioè per "uscire" dalle applicazioni. Nei sistemi con interfaccia grafica la pressione del tasto "Esc" chiude generalmente le finestre di dialogo assolvendo alla funzione di pulsanti quali "No", "Esci", "Chiudi", "Annulla", "Interrompi" e simili.
Il tasto è definito da un cerchio con una freccia (U+238B, ⎋) come definito dallo standard ISO 9995.